# Ласкарина Бубулина
Ласкарина Бубулина (на гръцки: Λασκαρίνα Μπουμπουλίνα) е гръцки морски командир, героиня от Гръцката война за независимост и адмирал от руската имперска флота.

## Биография
Бубулина е родена в затвор в Константинопол, но произхожда от арванитска общност от остров Хидра. Тя е дъщеря на Ставрианос Пиноцис, капитан от остров Хидра, и неговата жена Скево. Османците вкарват Пиноцис в затвора за участието му в Пелопонеското въстание от 1769 – 1770 г. срещу османското управление. Нейният баща умира скоро след това, а майка ѝ и Бубулина се завръщат на острова. От там се местят на остров Спеце, където 4 години по-късно майка ѝ се омъжва за Димитриос Лазару-Орлов. Бубулина има 8 полубратя и сестри.
Бубулина се омъжва два пъти – първият път за Димитриос Янузас, а по-късно за богатия собственик на кораби и капитан Димитриос Бубулис, като взема неговото име. Бубулис е убит в битка срещу алжирски пирати през 1811 г. Вече 40-годишна Бубулина влиза във владение на неговото богатство и търговски бизнес и построява още 4 кораба на свои разноски, включително големия военен кораб „Агамемнон“.
През 1816 г. османците се опитват да конфискуват собствеността на Бубулина, поради това че вторият съпруг се бие с руснаците срещу Османската империя в Руско-турската война от 1806 – 1812 г. Тя отплава към Истанбул, за да се срещне с руския посланик граф Павел Строганов, за да помоли за неговата защита. В признание на услугите на Бубулис към руснаците, Строгонов я изпраща в Крим, за да е в безопасност. Тя се среща и с майката на Махмуд II, която след това убеждава сина си да остави собствеността на Бубулина. След три месеца изгнание в Крим, Бубулина се завръща в Спеце.

## Подкрепа за движението за независимост
Бубулина се присъединява към Филики Етерия, незаконна организация, която приготвя въстание в Гърция срещу османското управление. Тя е една от малкото жени, но името ѝ не присъства в списъка на членовете на организацията. Тя купува оръжия и амуниции за своя сметка и тайно ги пренася до Спеце на своите кораби, за да се бие „за доброто на нацията“. Строежът на кораба „Агамемнон“ е завършен през 1820 г. Тя подкупва турските власти, за да не обръщат внимание на размера на кораба и по-късно корабът е един от най-големите военни кораби в ръцете на гръцките революционери. Бубулина организира и свои собствени въоръжени сили, съставени от мъже от Спеце. Тя използва най-вече своето богатство, за да осигури храна и амуниции за моряците и войниците под нейно командване.
На 13 март 1821 г. Бубулина издига на мачтата на Агамемнон своя собствен гръцки флаг, който е направен на основата на флага на династията на Комнините. Хората от Спеце вдигат въстание на 3 април и по-късно към тях се присъединяват кораби от други гръцки острови. Бубулина отплава с осем кораба към Нафплион и организира морска блокада. По-късно взема участие в морската блокада и превземането на Монемвасия и Пилос. Нейният син Янис Янузас умира през май 1821 г. в битката при Аргос срещу по-многочислени османски войски.
Тя пристига в Триполи точно на време, за да стане свидетел на падането му на 11 септември 1821 г. и да се срещне с генерал Теодорос Колокотронис. Нейното дете Елени Бубули и Панос Колокотронис по-късно се женят.

## След независимостта
Нарасналото напрежение между противниковите фракции води до гражданска война през 1824 г., а гръцкото правителство арестува Бубулина за семейната ѝ връзка с арестувания Колокотронис. Впоследствие тя е изпратена в Спеце. Нейното богатство постепенно привършва с войната за независимост.

## Смърт във вражда
Ласкарина Бубулина е убита през 1825 г. в резултат на семейна вражда в Спеце. Дъщерята на семейство Куцис и синът на Бубулина – Георгиос Янузас бягат заедно. Търсейки я, бащата на момичето Христодулос Куцис отива в къщата на Бубулина заедно с други въоръжени членове на семейството си. Разгневена Бубулина се спречква с тях от терасата. След спор с Христодулос някой я застрелва. Тя е уцелена в челото и умира незабавно, а убиецът не е идентифициран.

## Наследство
След смъртта ѝ, император Александър I дава на Бубулина почетния ранг адмирал от руската флота, като я прави първата жена в морската история с тази титла. Нейните потомци продават кораба Агамемнон на гръцката държава, която го преименува на Спецай. Изгорен е от Андреас Миаулис заедно с фрегатата Елас и корветата Хидра в морската база Порос по време на следващата гръцка гражданска война през 1831 г.
На остров Спеце има „Музей Бубулина“, който се помещава в 300-годишното имение на втория съпруг на Бубулина Бубулис, където нейните потомци живеят и до днес. Нейна статуя стои на пристанището на Спеце. Различни улици в Гърция и Кипър са наречени на нейно име и по-конкретно улица Бубулина близо до Националния технически университет в Атина и Националния археологически музей на Атина, в централна Атина, също и в Пирея и Никозия.
Бубулина е изобразена и на обратната страна на банкнотата от 50 драхми от 1978 г. и на монетата от 1 драхма, която е в обращение между 1988 и 2001 г.
През 1959 г. е създаден филм „Бубулина“, който е режисиран от Костас Андрицос, а в главната роля е Ирини Папа.
1999 г. Ego Y Laskarina – пиеса, в главната роля на която е актрисата е Мими Дениси.
През 2005 г. е създаден документален филм за живота ѝ „Смелите отстъпват назад: животът и времената на Ласкарина Бубулина“, който е показан на фестивала Армата в Спеце.